# 너무 좋아!
〈너무 좋아!〉(일본어: 大スキ! 다이스키[*])는 일본의 배우 히로스에 료코의 두 번째 싱글 앨범으로, 1997년 6월 25일 발매되었다. (8cm CD: WPDV-7112) 이 곡의 작사와 작곡은 오카모토 마요 (岡本真夜)가, 편곡은 후지이 타케시 (藤井丈司)와 야마모토 타쿠오 (山本拓夫)가 함께 담당했다. 곡은 아사히 음료의 "미츠야 사이다" 광고의 삽입곡으로 쓰였다.
약 59만 장에 달하는 전작 〈MajiでKoiする5秒前〉(→진심으로 사랑하기 5초 전)의 판매량보다는 떨어지는 약 47.5만 장의 판매고를 기록했으나, 오히려 순위는 전작보다 상승해 히로스에 본인의 처음이자 마지막 오리콘 싱글 차트 1위곡이 되었다. 1997년 7월 일본레코드협회로부터 플래티넘 (당시 기준으로 40만 장 이상)을 인정받았으며, 이 곡으로 제48회 NHK 홍백가합전에도 출연했다.
이 곡은 다양한 버전으로 리메이크 되었다. 곡에 관여한 오카모토 마요는 1997년 이 노래를 SPEED와 함께 음악 버라이어티 프로그램에서 부른적이 있으며, 1998년 본인의 음반 《Hello》와 2015년의 데뷔 20주년 베스트 음반에 각각 셀프 커버해 수록했다. 2007년 1월 발매된 THE IDOLM@STER의 음반 《THE IDOLM@STER Your Song》에 위 게임의 등장인물 아마미 하루카가 부른 버전이 수록되었으며, 동년 7월 아마미가 부른 곡들만을 모아 발매된 음반에서 다시 한번 수록된다. 마지막으로 일본의 밴드 노아노와 (のあのわ)의 첼리스트 겸 보컬리스트 Yukko가 부른 버전이 2011년부터 스즈키의 자동차 "라핀"의 TV 광고 삽입곡으로 쓰였다.

## 수록곡
| #            | 제목                                  | 작사          | 작곡          | 편곡                            | 재생 시간 |
| ------------ | ------------------------------------- | ------------- | ------------- | ------------------------------- | --------- |
| 1.           | 〈〈너무 좋아!〉〉 (original version) | 오카모토 마요 | 오카모토 마요 | 후지이 타케시 / 야마모토 타쿠오 | 4:31      |
| 2.           | 〈〈너무 좋아!〉〉 (sun-deck version) |               |               |                                 | 3:31      |
| 3.           | 〈〈너무 좋아!〉〉 (CM version)       |               |               |                                 | 0:50      |
| 4.           | 〈〈너무 좋아!〉〉 (original karaoke) |               |               |                                 | 4:29      |
| 총 재생 시간 | 총 재생 시간                          | 총 재생 시간  | 총 재생 시간  | 총 재생 시간                    | 13:21     |